# Werner Näf

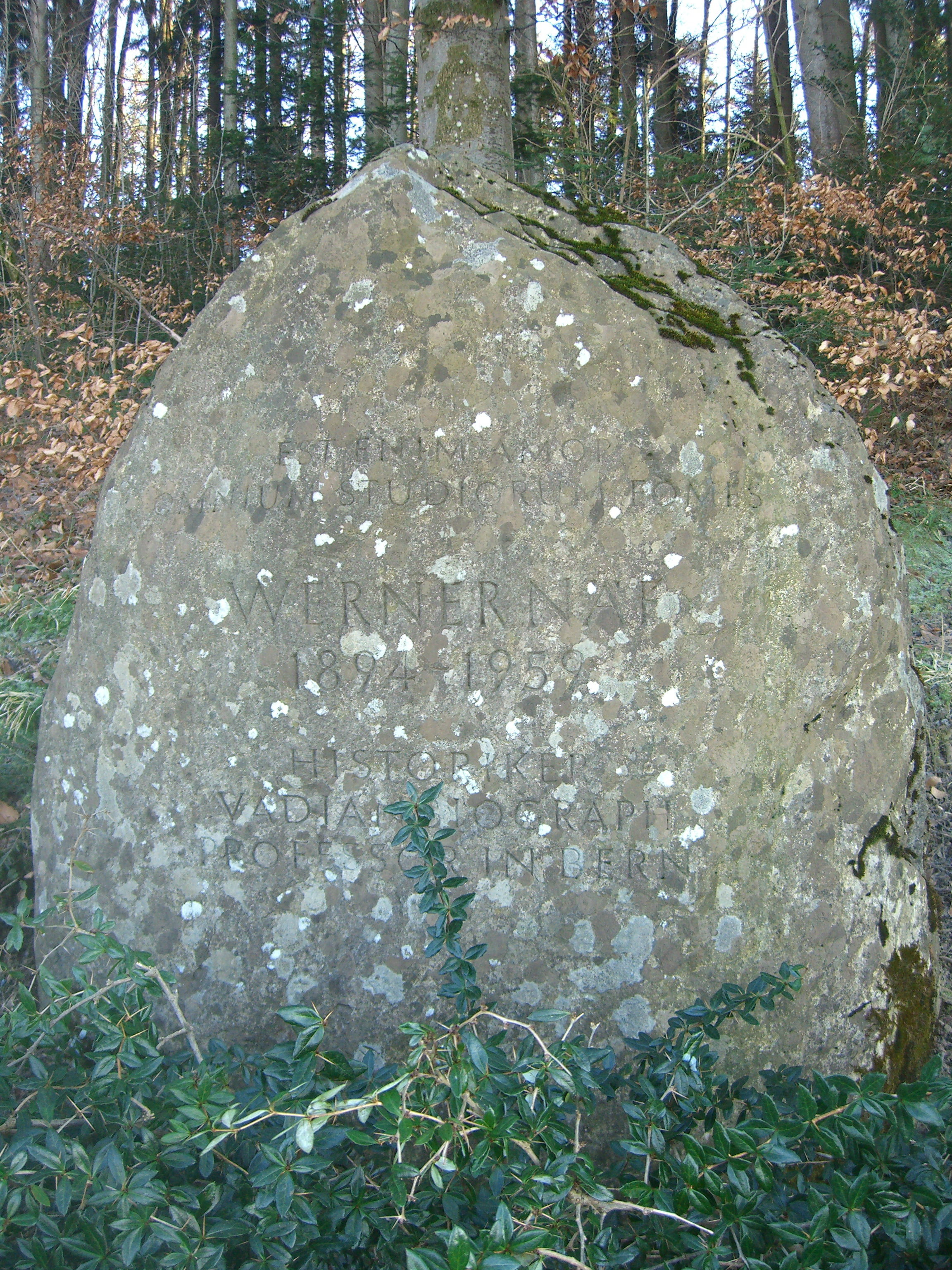
Gedenkstein bei der Falkenburg in St. Gallen, zur Erinnerung an den Vadian-Biographen

Werner Näf (* 7. Juni 1894 in St. Gallen; † 19. März 1959 in Gümligen) war ein Schweizer Historiker.
Näf, ein evangelisch-reformierter Christ, wurde als Sohn des aus Budapest stammenden Kaufmanns Gustav Näf (1847–1930) und der Hermine Billwiller (1860–1922) geboren. Gustav Näf war seit 1890 in St. Gallen ansässig. Werner Näf heiratete 1920 die Heilgymnastikerin Hanna Linder (1885–1962), Tochter eines Basler Pfarrers. Die Ehe blieb kinderlos.
Nach dem Besuch des klassischen Gymnasiums in St. Gallen studierte Werner Näf anschließend in Genf, Zürich, Berlin und München, wo er 1917 als Schüler von Erich Marcks promoviert wurde. Thema der Dissertation war Der Schweizer Sonderbundskrieg als Vorspiel der deutschen Revolution 1848. 1919 erwarb er in Zürich das Gymnasiallehrerdiplom und unterrichtete anschließend bis 1925 an der Städtischen Mädchen-Sekundar- und -Realschule in St. Gallen sowie als Lektor an der Handelshochschule St. Gallen. Ab 1925 bekleidete er eine ordentliche Professur für Allgemeine Geschichte an der Universität Bern, wo er vor allem zur neueren Geschichte lehrte und forschte. 1948/49 war Näf Rektor der Universität Bern. Seinen Wohnsitz nahm er in Gümligen bei Bern.
Näfs Schriften zur neueren Geschichte, wie das handbuchartige Übersichtswerk Die Epochen der neueren Geschichte, wendeten sich zum Teil bewusst an gebildete Laien, die in der Geschichte einen Orientierungsrahmen suchten. Mit einem universalhistorischen Ansatz wollte er einer „provinziellen Verengung“ der Schweizer Geschichtsschreibung entgegenwirken. Neben seinem allgemeinhistorischen Schaffen war Näf vielfältig um die Geschichte seiner Heimatstadt St. Gallen bemüht. Eine umfangreiche Biographie über den humanistischen Reformator und St. Galler Bürgermeister Vadian (Joachim von Watt) wurde zu seinem Hauptwerk.
Näf gehörte zu den wichtigsten Aktivisten in mehreren geschichtswissenschaftlichen Organisationen seiner Zeit. Führend war er vor allem in der Allgemeinen geschichtsforschenden Gesellschaft der Schweiz. Ab 1947 gehörte er als ordentliches Mitglied der Historischen Kommission der Bayerischen Akademie der Wissenschaften an.
1955 war Näf der erste Preisträger des Reuchlin-Preises der Stadt Pforzheim. Der Schweizerische Nationalfonds, dem Näf als einer der ersten Forschungsräte angehört hatte, stiftete 1960 zu dessen Andenken den Werner-Näf-Preis.

## Schriften (Auswahl)
- Der schweizerische Sonderbundskrieg als Vorspiel der deutschen Revolution von 1848 (= Basler Zeitschrift für Geschichte und Altertumskunde, Nr. 19, ISSN 0067-4540), Historische und Antiquarische Gesellschaft zu Basel, R. Reich, Basel 1919, DNB 570943329 (Dissertation, Universität München 1917, 105 Seiten, Referent: Erich Marcks).
- Vadian und seine Stadt St. Gallen. 2 Bände. Fehr, St. Gallen 1944, 1957 und 1984, ISBN 978-3-7291-1081-6.
- Die deutsche Bundesakte und der schweizerische Bundesvertrag von 1815, Lang, Bern 1959.
- Herrschaftsverträge des Spätmittelalters, Lang, Bern 1951.
- Wesen und Aufgabe der Universität. Denkschrift im Auftrag des Senates der Universität Bern, Lang, Bern 1950.
- Staatsverfassungen und Staatstypen 1830/1831, Lang, Bern 1946.
- Die Epochen der neueren Geschichte. 2 Tle. Aarau 1945/46.
- Der schweizerische Sonderbundskrieg als Vorspiel der deutschen Revolution von 1848. In: Basler Zeitschrift für Geschichte und Altertumskunde, Bd. 19, 1921, S. 1–102. (e-periodica.ch)